# 샘 키니슨

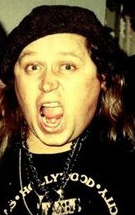

샘 키니슨(Samuel Burl Kinison, 1953년 12월 8일 ~ 1992년 4월 10일)은 미국의 배우, 텔레비전 배우, 영화배우이다.
야키마에서 태어났으며 니들스에서 사망하였다. 사인은 교통사고이다.  털사에 매장되었다.

## 영화
- 못말리는 번디 가족 (1987년)
- 백 투 스쿨 (1986년)
- 세비지 돈 (1985년)